# Les portes claquent
Pour plus de détails, voir Fiche technique et Distribution.
Les portes claquent est un film français réalisé par Michel Fermaud et Jacques Poitrenaud, sorti en 1960.

## Synopsis
Dans une famille bourgeoise, le conflit des générations entre parents et enfants sous le regard d'une grand-mère tendre et quelque peu désabusée.

## Fiche technique
- Titre : Les portes claquent
- Réalisation : Jacques Poitrenaud et Michel Fermaud
- Scénario : Francis Cosne, Michel Fermaud, Jean Ferry, Jacques Poitrenaud et Michel Fermaud d'après sa pièce
- Musique : Michel Legrand
- Montage : Jacques Desagneaux
- Genre : Comédie
- Date de sortie : 
  - France : 21 décembre 1960

## Distribution
- Dany Saval
- Noël Roquevert
- Jacqueline Maillan
- Catherine Deneuve
- Françoise Dorléac
- Michael Lonsdale
- Maurice Sarfati
- Hélène Dieudonné
- Picolette

## Autour du film
- Il s'agit du premier rôle important de Catherine Deneuve.
- C'est Françoise Dorléac, sa sœur, qui lui a dit que le réalisateur cherchait une actrice pour justement jouer sa sœur dans le film. Elle a passé des essais et a été prise.